# Олешкевич, Валерий Иванович
Валерий Иванович Олешкевич (1961—2021) — российский психолог и философ, кандидат философских наук, клинический психолог высшей категории, автор многочисленных исследований.

## Биография
Родился 2 апреля 1961 года в деревне Осовцы Брестской области. Первоначально учился в техническом вузе в Минске. Затем в 1991 г. окончил кафедру возрастной психологии на факультете психологии Московского Государственного Университета имени М. В. Ломоносова. В 1997 году защитил кандидатскую диссертацию на тему «Психоанализ как феномен новой психотехнической культуры».
Начиная с 1983 года, Олешкевич работал в рамках методологического и игрового движения, сотрудничал с О. С. Анисимовым и другими непосредственными учениками Г. П. Щедровицкого. Начиная с конца 1990-х гг., Олешкевич читал курсы лекций в различных вузах, в том числе в МГУ и РГГУ, также занимался практической работой с детьми с ограниченными возможностями здоровья, девиантными и проблемными подростками. В последние годы работал в Научно-практическом центре психического здоровья детей и подростков имени Г. Е. Сухаревой.
Скончался 6 июля 2021 года в Москве. Прах захоронен на Ваганьковском кладбище.

## Научная деятельность
В.И. Олешкевич занимался изучением проблем социальной природы психологического и клинико-психологического знания. В его работах раскрывались социальная и культурная подоплека знания, заключенного в центральных психологических концепциях З. Фрейда, А. Адлера, теории эго-идентичности Э. Эриксона, культурно-исторической концепции Л.С. Выготского, теории формирования умственных действий П.Я. Гальперина. Это позволило не только обсуждать условия возможности появления этих концепций, их гносеологические и методологические границы и определенный исторический смысл, но и реконструировать тот культурно-исторический опыт, который лежит в основе содержания знания. Было создано также направление изучения психологических теорий как производных от психотехнических структур человеческого опыта.
В совместных проектах в сотрудничестве с Бурлаковой Н.С. удалось объединить широкое многообразие объективных и феноменологических, диалогически-герменевтических методов и способов работы для понимания и изучения культурно-исторического объекта, психологической теории, личности, особенностей формирования психического расстройства и внутреннего мира пациента. Это позволило реализовать новые для российской психологической науки образцы системного культурно-исторического исследования, а также очертить перспективы дальнейших их разработок. Данная линия исследований не только находит свое применение в решении общепсихологических задач, но и открывает новые возможности в целом ряде прикладных исследований на базе культурно-исторической методологии.
Начиная с 1992 г., В. И. Олешкевич начинает работать над разработкой авторского понимания психотехники как техники производства и воспроизводства сознания, как элемента самосознания человека и как формы развития сознания и самосознания. Анализ истории и логики европейской психотехники, истории психотерапии и психологических практик, собственный богатый практический опыт легли в основу оригинального психотехнического подхода в психологии, которому посвящены книги «Рождение новой психотехнической культуры (очерки развития европейской психотехники. Психотехнический подход к психоанализу и психотерапии. Психотехнические циклы)» (1997), «История психотехники» (2002), «История и логика развития психотехники» (2005) и др., многочисленные статьи.

## Научные труды
- Олешкевич В. И. Рождение новой психотехнической культуры. Очерки развития европейской психотехники. Психотехнический подход к психоанализу и психотерапии. Психотехнические циклы. — Москва, 1997. ISBN 5-900965-08-2
- Олешкевич В. И., Александров Ю. К. Несовершеннолетние : тюрьма и воля. — М.: «Права человека», 1999. — 96 с. ISBN 5-7712-0081-6
- Бурлакова Н. С., Олешкевич В. И. Проективные методы: теория, практика применения к исследованию личности ребенка. — М. : Институт общегуманитарных исследований, 2001. — 352 с. (Серия: «Учебники психотерапии»). ISBN 5-88230-063-0
- Олешкевич В. И. История психотехники: Учеб. пособие для студ. высш. учеб. заведений. — М.: Издательский центр «Академия», 2002. — 304 с. ISBN 5-7695-0923-6
- Олешкевич В. И. История и логика развития европейской психотехники. Монография. — М. : Московский открытый социальный университет (МОСУ), 2005. — 390 с. ISBN 5-89774-115-8
- Бурлакова Н. С., Олешкевич В. И. Детский психоанализ: Школа Анны Фрейд : Учеб. пособие для студ. высш. учеб. заведений / Н. С. Бурлакова, В. И. Олешкевич. — М. : Издательский центр «Академия», 2005. — 288 с. ISBN 5-7695-1919-3
- Олешкевич В. И. Индивидуальная психология и психотерапия Альфреда Адлера : учеб. пособие для студ. высш. учеб. заведений / В. И. Олешкевич. — М.; Обнинск, 2010. — 336 с. ISBN 978-5-91070-056-1
- Бурлакова Н. С., Олешкевич В. И. Психологический концепция идентичности Э. Эриксона в зеркале личной истории автора (опыт исследования природы клинико-психологического знания). Монография. — М.: ООО «ИПЦ „Маска“», 2011. — 306 с. ISBN 978-5-91146-611-4
- Олешкевич В. И. Психология как психотехника : учебник для академического бакалавриата / В. И. Олешкевич. — 2-е изд., испр. и доп. — М. : Издательство Юрайт, 2016. — 307 с. — Серия : Авторский учебник. ISBN 978-5-9916-9192-5
- Олешкевич В. И. Психология, психотерапия и социальная педагогика А. Адлера : учебник для академического бакалавриата / В. И. Олешкевич. — 2-е изд., испр. и доп. — М. : Издательство Юрайт, 2016. — 341 с. — Серия : Бакалавр. Академический курс. Модуль. ISBN 978-5-9916-9191-8
- Бурлакова Н. С., Олешкевич В. И. Детский психоанализ: Школа Анны Фрейд : Учебник для бакалавриата и магистратуры / Н. С. Бурлакова, В. И. Олешкевич. — 2-е изд., испр. и доп. — М. : Издательство Юрайт, 2017. — 284 с. — Серия : Бакалавр и магистр. Академический курс. ISBN 978-5-534-00278-2
- Бурлакова Н. С., Олешкевич В. И. Развитие практики и методологии патопсихологического эксперимента (традиция московской школы патопсихологии) : монография / Н. С. Бурлакова, В. И. Олешкевич. — Москва : Издательство Московского университета, 2020. — 271, [1] с. ISBN 978-5-19-011-544-4.[9]
- Олешкевич В.И. Психология П.Я. Гальперина и ее культурно-исторический анализ / В.И. Олешкевич; предисл. В.К. Зарецкий. — М. : Неолит, 2023. — 376 с. ISBN 978-5-6046371-6-6.[10]
- Бурлакова Н.С., Олешкевич В.И. Феноменологический метод в психологии: движение к адаптации в духе позитивизма или к развитию? // Консультативная психология и психотерапия. 2017. Т. 25. № 1 (95). С. 8-27.
- Бурлакова Н.С., Олешкевич В.И. Линия методологических и прикладных разработок российской культурно-исторической психологии, ориентированной на работу с индивидуальным случаем // Консультативная психология и психотерапия, 2021. Т. 29, № 4, С. 144-163
- Олешкевич В.И., Бурлакова Н.С. Прикладная культурно-историческая психология перед вызовами современности // Национальный психологический журнал, 2020 № 3 (39), C. 3-12.
- Burlakova N., Oleshkevich V. Shaping Skills of Mental Hygiene and Psychologically Verified Behavioral Techniques Under the Situation of the Pandemic // European Psychiatry, 2021 V. 64, № S1, с. 305-30